# Kingdom Hearts HD 2.5 Remix
Kingdom Hearts HD 2.5 Remix (キングダム ハーツ HD 2.5 リミックス?, Kingudamu Hātsu HD 2.5 Rimikkusu), reso graficamente come Kingdom Hearts HD II.5 ReMIX, è una raccolta di videogiochi sviluppata da Square Enix. Contiene Kingdom Hearts II Final Mix, Kingdom Hearts Birth by Sleep Final Mix ed i filmati in alta qualità di Kingdom Hearts Re:Coded. Annunciata per PlayStation 3 al D23 Expo Japan il 14 ottobre, è uscita nel 2014.
Questa raccolta in particolare ha subito qualche critica a causa di alcuni bug e degli elevati tempi di attesa (ad esempio durante la trasformazione di una Fusione Turbo o lo spostamento tra le varie aree) non presenti nei giochi originali.
HD 2.5 ReMIX, assieme alla prima raccolta, è stato nuovamente aggiornato ed inserito nella raccolta Kingdom Hearts HD 1.5 + 2.5 Remix, uscita nel marzo 2017 per il quindicesimo anniversario della saga per PlayStation 4. In particolare con HD 1.5 + 2.5 Remix si è provveduto a risolvere quasi tutti i problemi (specialmente quelli dei caricamenti) che affliggevano questa raccolta. Successivamente è stata pubblicata solo in digitale insieme a HD 2.8 Final Chapter Prologue per Xbox One il 18 febbraio 2020.

## Sviluppo
Kingdom Hearts HD 2.5 Remix venne anticipato per la prima volta durante i titoli di coda della precedente raccolta in quanto contenenti dei filmati da Kingdom Hearts II Final Mix, Birth by Sleep e Re:Coded. Nell'ottobre del 2013, Nomura disse che la seconda raccolta avrebbe avuto una qualità grafica maggiore rispetto alla prima e che a causa della durata inferiore di Re:Coded, sarebbero stati inclusi filmati aggiuntivi che si sarebbero ricollegati a Dream Drop Distance. Nomura aggiunse anche che lo sviluppo di questa raccolta sarebbe stato molto più veloce poiché il team di sviluppo sarebbe stato lo stesso ed aveva quindi già un metodo per convertire i titoli in alta definizione. A marzo del 2014, Shinji Hashimoto disse inoltre che le scene aggiuntive erano state completate e che la raccolta stava entrando nelle fasi finali dello sviluppo.
Il 5 giugno 2014, Square Enix annuncia le date di uscita della raccolta in Giappone, Stati Uniti ed Europa. L'annuncio venne affiancato anche da un trailer mostrato all'E3 2014. Vengono anche annunciati un Ultimania che avrebbe trattato dell'intera serie di KH ed un disco contenente la colonna sonora ufficiale, entrambi venduti assieme al gioco.
Il 6 giugno, la divisione francese di Square Enix pubblica un video di dieci minuti contenente gameplay dalle versioni in alta qualità di Kingdom Hearts II Final Mix e di Birth by Sleep Final Mix. Tai Yasue, in un'intervista del 10 giugno, asserì che lo sviluppo di HD 2.5 Remix fosse stato più semplice di quello di HD 1.5 Remix, che la durata complessiva dei filmati di Re:Coded sarebbe stata ampliata a circa tre ore e che l'Arena Miraggio non avrebbe permesso di giocare in multigiocatore come invece era nell'originale Birth by Sleep. Nonostante quest'ultima cosa, Yasue aggiunse che, per ovviare a questo cambiamento, le sfide dell'Arena Miraggio erano state messe a punto per risultare più adatte al solo gioco in singolo. Il 12 giugno, sempre Yasue conferma in un'intervista con IGN che ci sarebbero stati nuovi filmati segreti in Re:Coded, e che si sarebbero collegati sia con gli altri capitoli della serie che con Kingdom Hearts III. Yasue inoltre, durante l'E3 2014, che le oltre novanta tracce della colonna sonora della raccolta vennero registrate a Boston, affermazione confermata il 13 giugno mediante Facebook dalla The Video Game Orchestra e la sua divisione di registrazione SoundtRec Boston.